# اوه نه نه
اوه نه نه (انگلیسی: Oh Na Na) ترانه‌ای از خواننده کوبایی-آمریکایی کامیلا کبیو، رپر پورتوریکویی و خواننده مایک تاورز، و تهیه‌کننده موسیقی پورتوریکویی تاینی است. این آهنگ در ۲۹ اکتبر ۲۰۲۱ توسط اپیک رکوردز منتشر شد.

## پس‌زمینه و ترکیب بندی
این آهنگ به دو زبان انگلیسی و اسپانیایی منتشر شده است. ترانه سرایان عبارتند از: آلهاندرو بوررو، کبیو، تاورز، تاینی، ایلیا سلمان زاده، ساوان کوته‌چا، ایوانی رودریگز و ریکارد گورانسون.

## پذیرش انتقادی
بیلبورد «اوه نه نه» را به‌عنوان «یک تک آهنگ دوزبانه و جوشان رقصی توصیف کرد که کبیو را برای مطابقت با جریان آهنگ‌سازی تاینی به موفقیت بزرگ سوق می‌دهد؛ پس از «هنوز نرو»، ستاره پاپ راحت‌تر به نظر می‌رسد که از جریان‌های پرجنب و جوش درام درست شده توسط تاینی استفاده کند.»